# Status quo
Status quo là một thuật ngữ tiếng Latinh có nghĩa là hiện trạng hoặc giữ nguyên hiện trạng. Thuật ngữ có liên quan là status quo ante, có nghĩa "hiện trạng như trước".

## Các sử dụng khác
Ngày nay hay được sử dụng trong marketing, được ví như một chiến lược mà trong giai đoạn một sản phẩm đang chiếm một thị phần lớn trên thị trường, giai đoạn giữ vững vị trí, market share của một công ty hay một sản phẩm nào đó.
Thuật ngữ "Status quo" cũng được sử dụng trong lý thuyết về sự thay đổi (people and change) được giảng dạy rộng rãi tại các trường đại học phương Tây. Nó chỉ một hiện trạng tương đối ngưng trệ trước khi có những tác động (unfreeze) để tạo ra sự thay đổi (change). Lý thuyết thay đổi được ứng dụng rộng rãi trong các tổ chức từ chính phủ đến doanh nghiệp.